# Santa Cruz, Occidental Mindoro
Santa Cruz là một đô thị hạng 3 ở tỉnh Occidental Mindoro thuộc vùng 4, Philippines. Theo điều tra dân số năm 2000, đô thị này có dân số 26.887 người trong 5.407 hộ.

## Barangay
Santa Cruz được chia thành 11 barangay.
- Alacaak
- Barahan
- Casague
- Dayap
- Lumangbayan
- Mulawin
- Pinagturilan (San Pedro)
- Poblacion I (Barangay 1)
- San Vicente
- Poblacion II (Barangay 2)
- Kurtinganan
- Calamintao

Bản mẫu:Occidental Mindoro